# 龙城街道 (太原市)
龙城街道，是中华人民共和国山西省太原市小店区下辖的一个街道办事处。
2013年，太原市人民政府批复同意成立龙城街道办事处，下辖个8社区居委会、2个村委会，即大吴社区、小吴社区、西吴社区、新营社区、北畔社区、新装社区（以上个6社区原属黄陵街道），小马社区（原属平阳路街道），嘉节社区（原属小店街道），范家堡村、红寺村（以上2个村原属小店街道）。

## 行政区划
龙城街道下辖以下地区：
小马社区、北畔社区、大吴社区、小吴社区、西吴社区、新庄社区、新营社区、加节社区、范家堡村和红寺村。